# Michael Unger

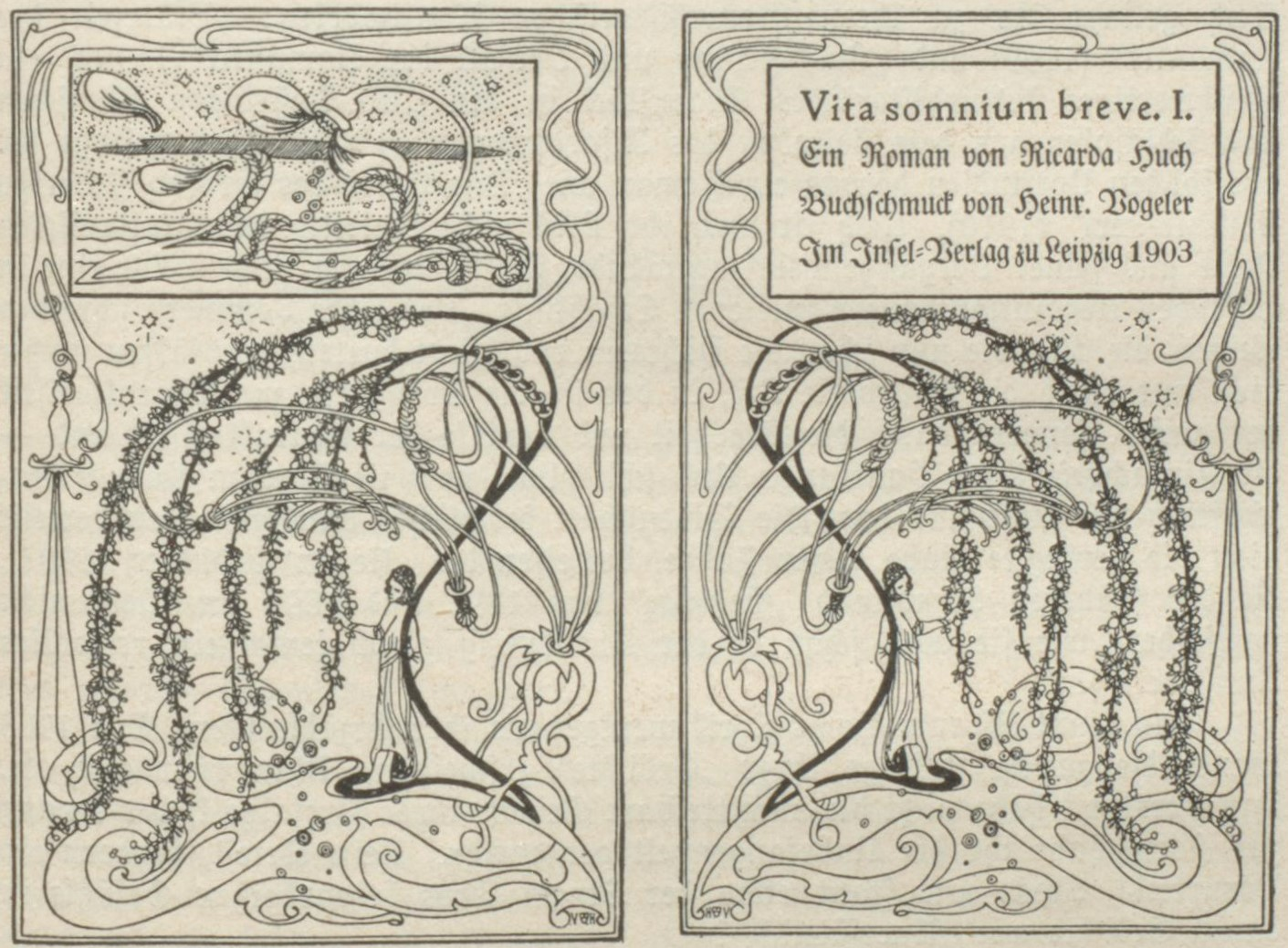
Heinrich Vogelers Buchumschlag zu Vita somnium breve (1903)

Michael Unger ist der zweite Roman von Ricarda Huch, der 1903 unter dem Titel Vita somnium breve (deutsch: Das Leben – ein kurzer Traum) zweibändig bei Insel in Leipzig erschien. Insel verwendet den Titel „Michael Unger“ seit der 5. Aufl. aus dem Jahr 1913.
Der Titelheld – „ein gescheiterter Wilhelm Meister“ – rebelliert zwar „gegen die morsche Bürgerwelt“, kehrt jedoch aus Liebe zu seinem Sohn in diesen „Circulus vitiosus“ zurück.

## Inhalt
Aus der Ehe des begüterten protestantischen Kaufmannes Waldemar Unger mit der schönen Malve Santen sind drei Söhne hervorgegangen – Michael, der älteste, Raphael und Gabriel, der jüngste. Die Handlung läuft in Deutschland und auch Italien über Jahrzehnte. Zu Romanbeginn ist Michael fünfzehn Jahre alt und zu Romanende zweiundfünfzig. Baumgarten nimmt an, dass das Werk vor 1900 entstanden ist. Also beginnt die Handlung vor 1864.
Michael heiratet Verena. Mario wird geboren. Mit seinem ältesten Sohn in der Geschäftsleitung hat der Vater Waldemar einen guten Griff getan. Die Geschäftsleute in der Stadt – zum Beispiel der vermögende Peter Unkenrode, der beste Freund des Vaters – schätzen Michael als Geschäftsmann. Michael verliebt sich in die junge Malerin Rose Sarthorn. Als er die Künstlerin in einer Frühlingsnacht am Bodensee aufsucht und anderntags nach Hause zurückkehrt, sagt ihm Verena – die Frau mit dem scharfen Verstand – auf den Kopf zu, wo er gewesen war. Michael bestreitet die erratene Wahrheit nicht und erkennt, der Kaufmannsberuf ist nichts für ihn. Er will umsatteln; einen mehrjährigen Urlaub nehmen; fünf Jahre Medizin studieren. Michael wählt eine weit entfernte Universität. Er lässt die Frau und das geliebte Kind sowie die Familie zurück. Daheim tritt Raphael an die Stelle Michaels. An der Hochschule wird Michael vom Freiherr Gilm von Recklingen, Professor für Zoologie und Botanik, angezogen. Beide Männer sind sich sympathisch. Der Professor, ein Ehegegner, lebt in Bigamie und propagiert eine „elitäre, aristokratische Philosophie“.
Das Studium der Medizin betreibt Michael nebenher, denn der Freiherr und andere Nichtmediziner – sprich Naturwissenschaftler – erwarten etwas Bedeutendes von ihm. Während der Studienjahre trifft Michael sowohl Rose als auch seine Familie. Die Malerin illustriert ein zoologisches Werk für den Freiherrn.
Verena verkehrt, daheim von Michael alleingelassen, mit dem Poeten Feska. Das ist der Sohn eines kleinen Postbeamten. Als Michaels großbürgerliche Eltern kein Verständnis für den Umgang der Schwiegertochter aufbringen können, schenkt ihnen diese reinen Wein ein: Michael liebt Rose. Bei der nächsten passenden Gelegenheit ruft der Vater den Sohn zur Ordnung.
Raphael heiratet. Die neue Verwandtschaft sieht im angereisten Michael einen Gelehrten. Michael redet dem Bruder ins Gewissen, weil dieser das Verhältnis zu einer Kellnerin nicht beenden möchte. Raphael lässt sich von Michael, der sich ebenso mit zwei Frauen abgibt, nichts sagen.
Nach Beendigung seiner Studien arbeitet Michael nicht als Arzt. Vom Freiherrn wird er an eine „zoologische Anstalt“, die an der Adria Meerestiere untersucht, vermittelt. Michael will Rose heiraten. Verena, inzwischen Katholikin geworden, stemmt sich gegen die Scheidung. Der Sohn Mario, der seinen Vater vergöttert, ist Verenas Trumpfkarte in dem nervenzermürbenden Spiel.
Der alternde Freiherr, der „freien Liebe“ frönend, verliert der Vielweiberei wegen seine Professur, gewinnt die junge Rose für sich und zieht als Wanderprediger durchs Land. Rose bringt im Laufe der Jahre mehrere Kinder zur Welt. Natürlich arbeitet sie längst nicht mehr künstlerisch.
Michaels Vater, schon immer mit einem Hang zur Melancholie, signalisiert in einem verworrenen Brief die schwierige Geschäftslage daheim. Raphael habe als Geschäftsführer weitgehend versagt. Nach dem Suizid des schwermütigen Vaters entscheidet sich Michael gegen Rose und für Mario. Michael kehrt endgültig in den Schoß der Familie zurück. Peter Unkenrode will keinem andern als Michael das Geld zur Rettung des Geschäftes geben. Zu Raphael hat der alte Freund des verblichenen Vaters kein Vertrauen. Michael macht reinen Tisch. Das beginnt mit einem ungeheuerlichen Vorgang. Michael nötigt seinen Bruder Raphael, den unfähigen Geschäftsmann, zum Selbstmord. Raphaels Witwe zieht mit ihrem älteren Sohn zu ihren Eltern und lässt die jüngere Tochter Malve, ein Kleinkind, bei Verena. Die kleine Malve wächst zusammen mit Mario auf.
Nach etwa einem Jahr voll von angespannter Arbeit geht es mit Michaels Geschäften langsam bergauf. Verena arbeitet in der Stadt für wohltätige Zwecke und kehrt aus der Kirche nach der Beichte heiter und zufrieden zurück. Zwar sehnt sich Michael manchmal nach Rose, doch er verreist nicht mehr, sondern stellt zu Hause seine verlorengegangene Reputation schrittweise wieder her. Nach Jahren wird er – ganz wie früher zusammen mit Verena – von den Honoratioren der Stadt eingeladen.
Mario lässt sich zum Universitätsbesuch überreden. Natürlich hat er, wie einst sein Vater und sein Onkel Raphael, zwei Frauen – eine etwas ärmere und eine schöne, reiche, feingebildete.
Am Schluss des Romans ist Michael in seiner Familie in jeder Hinsicht wieder angekommen. Zum Beispiel ist die kleine Malve – inzwischen ist diese Tochter Raphaels dreizehn Jahre alt geworden – „ihm allmählich und unmerklich ans Herz gewachsen“.

## Selbstzeugnis
Ricarda Huch schreibt am 2. Januar 1903 aus München: „Eine Rezension über Vita somnium breve ist auch erschienen, und zwar ganz verhimmelnd... Das kam im alten Jahr. Ich habe nun aber keine rechte Freude mehr daran... Man sieht so deutlich, daß doch alles eitel ist.“

## Form
Im Roman wimmelt es von Nebenpersonen. Michaels Mutter Malve ist in einen Privatgelehrten verliebt. Das ist das jüdische SPD-Mitglied Arnold Meier.
Im Umkreis des Freiherrn drängen sich die Studenten – in vorderster Reihe Arabell Conz, ein junges Mädchen und ihr Bräutigam, der Russe Boris, ein Medizinstudent in den oberen Semestern. Boris verkehrt mit „Umsturzfreunden und Volksbeglückern“. Gegen Romanende erweist sich nicht nur Verena als Wohltäterin. Michael unterstützt Boris und Arabell. Boris bringt sich schließlich um. Darauf unterstützt Michael Arabell noch mehr.
Mitunter wird dem Leser vom allwissenden Erzähler ein haarsträubendes Vorkommnis präsentiert – zum Beispiel der grauenhafte Mord innerhalb einer Familie. Die Malerin Rose hat sich bei der Frau Kunigunde am Bodensee eingemietet. Der verkrüppelte kleine Sohn der Wirtin wird mit dem Beil erschlagen. Die zur Tatzeit abwesende Wirtin erhängt sich wenig später am Tatort. Oder da geistert der „gute“ Räuber Maffurio durch die Szenerie.
Schwarzweißmalerei: Der kämpferische Held Michael geht seinen Weg und dessen beide Brüder taugen nichts. Gabriel kommt nach vierjährigem Universitätsaufenthalt ohne Abschluss heim. Dazu passt: Gabriel verehrt nach seiner Rückkehr Verena. Sprengel schreibt zur Schwarzweißmalerei, Verena verträte einseitig die „Sehnsucht nach Schönheit und Glück“, während der resignierende Michael in die „prosaische Berufspraxis“ „eingebunden“ sei.

## Rezeption
- Nach Baum[12] wird im Roman das „Zerbrechen einer großen Leidenschaft“ thematisiert. Daneben sei die Romantik ein Gegenstand der Betrachtung: „Der Freiherr zum Beispiel... ist eine echt romantische Gestalt...“ Zum ursprünglichen Romantitel Vita somnium breve äußert Baum, Ricarda Huch sei es „auf das Flüchtige des Lebenstraumes“ angekommen.
- Adler[13] nennt zwar Parallelen von einigen Handlungssequenzen zur Vita der Verfasserin, lässt diese jedoch sogleich als zu vordergründig außer Betracht. Denn grundsätzlich stecke in diesem „Familienroman“ das „saturierte Besitzbürgertum“ in der Krise. Also muss Michaels Alleingang, sein Ausbruchsversuch aus der tristen Fin-de-Siècle-Welt des Bürgertums betrachtet werden. Michaels Scheitern fehle die Tragik, weil es für ihn keine Alternative zur Rückkehr in die Welt, in der er „materiell und geistig wurzelt“, gäbe. Nachdem sich der Leser vom Konzept des tragischen Helden verabschieden musste, könne die Betrachtung Michaels als Suchender weiterführen. In der Auseinandersetzung Michaels mit Verena, also in seinem Versuch, sowohl Mario als auch Rose zu behalten, gehe Verena als Siegerin hervor. Ricarda Huch nähme für Rose und gegen Verena Partei.
- Für Sprengel[14] liegt ein Bildungsroman vor, der den Ästhetizismus der Wende zum 20. Jahrhundert widerspiegele.

## Buchausgaben
Erstausgaben
- Ricarda Huch: Vita somnium breve. Ein Roman. Buchschmuck von Heinrich Vogeler. 2 Bände (335 und 307 Seiten) Insel, Leipzig 1903
- Ricarda Huch: Michael Unger. Roman. Des Buches „Vita somnium breve“ fünfte Auflage. Erste Ausgabe der Vita (1903) unter dem neuen Titel. Insel-Verlag, Leipzig 1913. 487 Seiten

Ausgaben
- Ricarda Huch: Michael Unger. Roman. Mit einem Nachwort von Günter Adler. 516 Seiten. Insel-Verlag, Leipzig 1976, © 1903 Insel-Verlag Leipzig (verwendete Ausgabe)